# Ludwig Burger

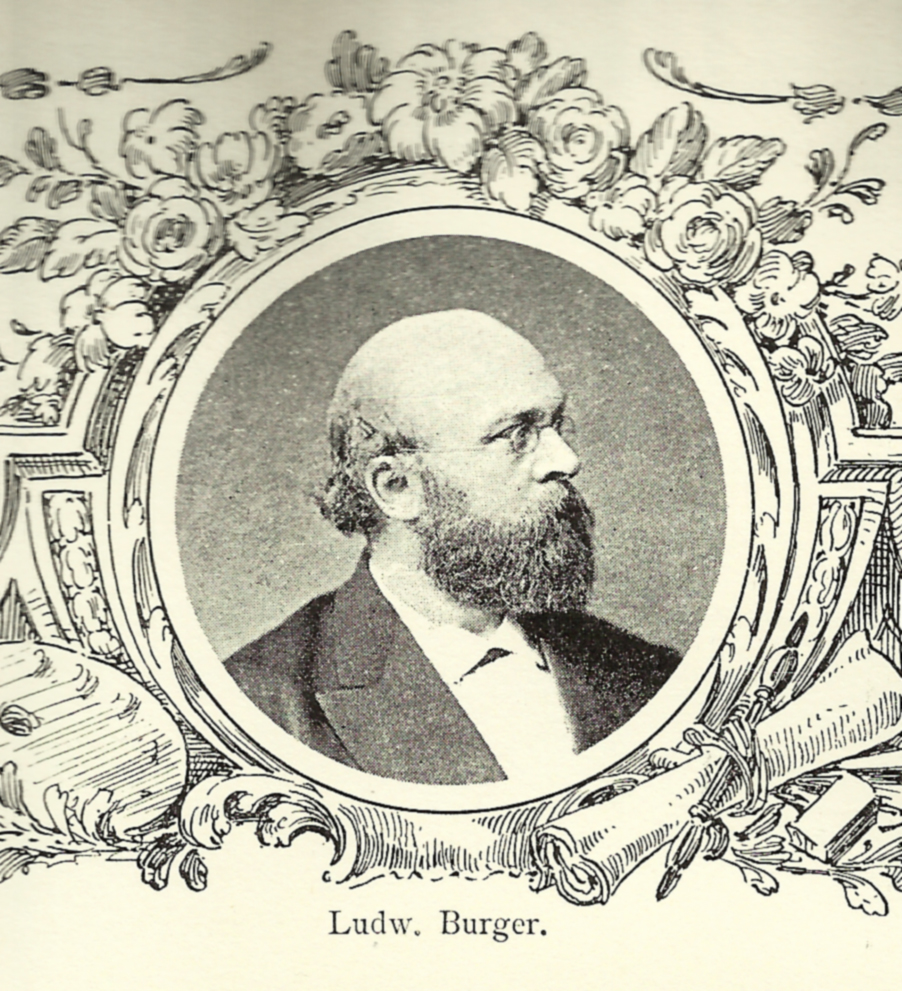
Ludwig Burger

Georg Conrad Ludwig Burger (* 19. September 1825 in Krakau; † 22. Oktober 1884 in Berlin) war ein deutscher Maler, Zeichner und Medailleur.

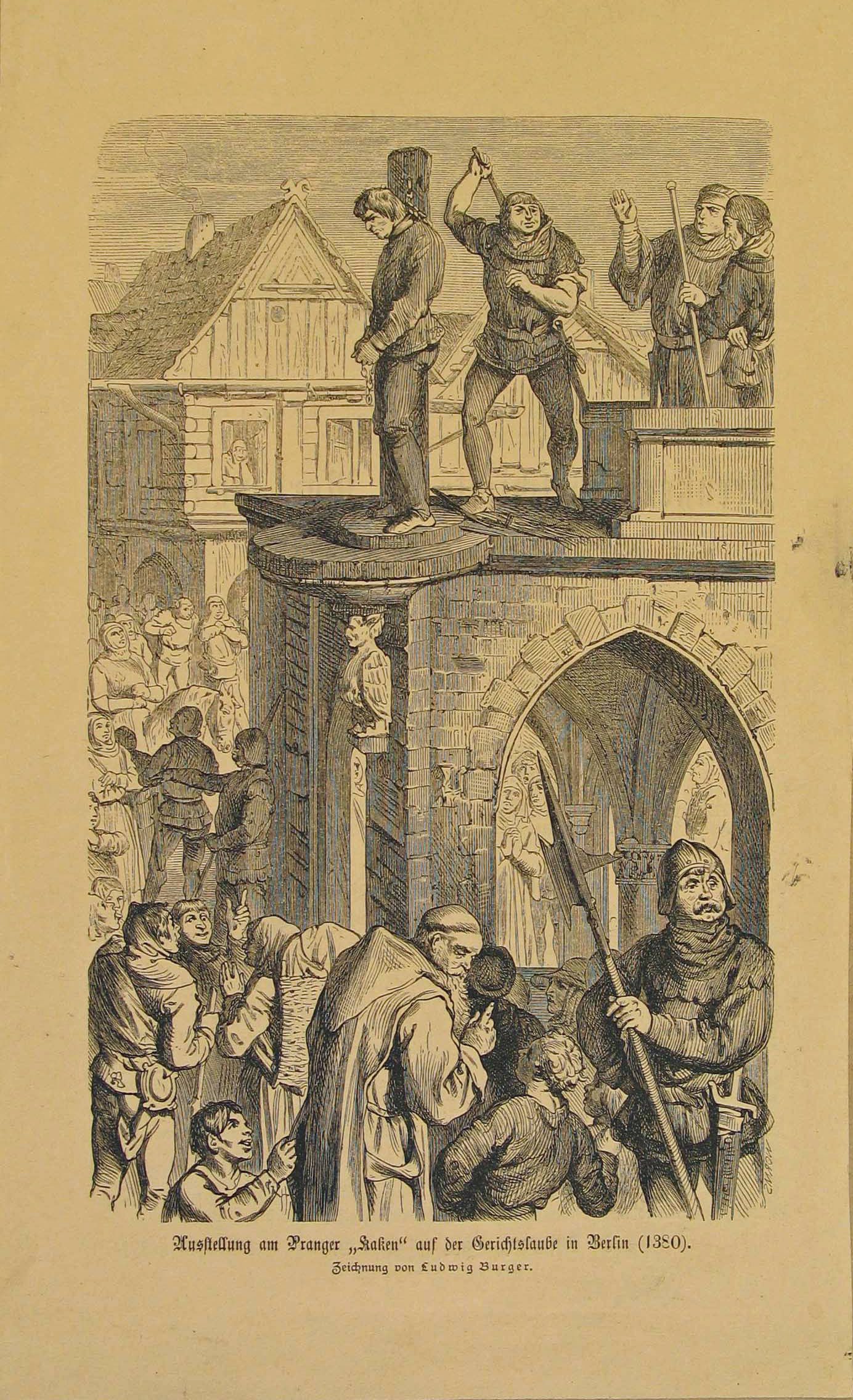
Ausstellung am Pranger „Kaken“ auf der Gerichtslaube in Berlin (1380). Zeichnung von Ludwig Burger, um 1880

## Leben
Ludwig Burger, Sohn deutscher Eltern, lebte vom 14. bis 17. Lebensjahr in Warschau, wo er seine ersten Versuche in der Lithographie und mit der Radiernadel machte. Seit 1842 in Berlin, besuchte er die dortige Kunstakademie, während er zugleich, um seinen Lebensunterhalt zu gewinnen, Illustrationen für den Buchhandel lieferte. Einige seiner Arbeiten wurden auch in der Illustrirten Zeitung veröffentlicht, darunter (aus Anlass bedeutender Jahrestage) Porträts von Persönlichkeiten der deutschen Geschichte.
Vorübergehend arbeitete er im Atelier des Malers Karl Wilhelm Kolbe, war von 1846 bis 1847 als Zeichner in einer Spielkartenfabrik in Stralsund tätig und unternahm 1852 eine Studienreise nach Antwerpen und Paris. In Paris bekam er Unterricht von Thomas Couture.
Von 1854 bis 1859 war er Mitglied des literarischen Sonntagsvereins „Tunnel über der Spree“.
Unter seinen zahlreichen Arbeiten sind die Zeichnungen zu den Werken von Theodor Fontane über den schleswig-holsteinischen Krieg von 1864 und den deutschen Krieg von 1866 hervorzuheben, sowie „Das emancipirte Amazonen Heer“, Karikaturen auf Frauen in Uniform in acht Farblithographien (ca. 1850), ferner sein in den Jahren 1866 und 1867 entstandenes Werk „Die Kanone“, ein Zyklus von einigen zwanzig Blättern.
Seit 1869 wandte er sich dekorativen Arbeiten zu. Es entstanden die Wandmalereien im Lesesaal und Stadtverordneten-Sitzungssaal des Berliner Rathauses, in der Flora zu Charlottenburg, in der Kadettenanstalt zu Berlin-Lichterfelde und im Berliner Zeughaus sowie Entwürfe für Glasfenster, Jutarsiadekorationen etc.
Von 1872 bis 1873 unternahm er eine Studienreise nach Italien, von welcher er vortrefflich gearbeitete Studien nach dortigen Renaissancedekorationen mitbrachte.
Für den Medailleur Friedrich Wilhelm Kullrich fertigte er Entwürfe für Medaillen.
Ludwig Burger starb 1884 im Alter von 59 Jahren in Berlin und wurde auf dem Alten Zwölf-Apostel-Kirchhof in Schöneberg beigesetzt. Das Grab ist nicht erhalten.

## Werke in Auswahl

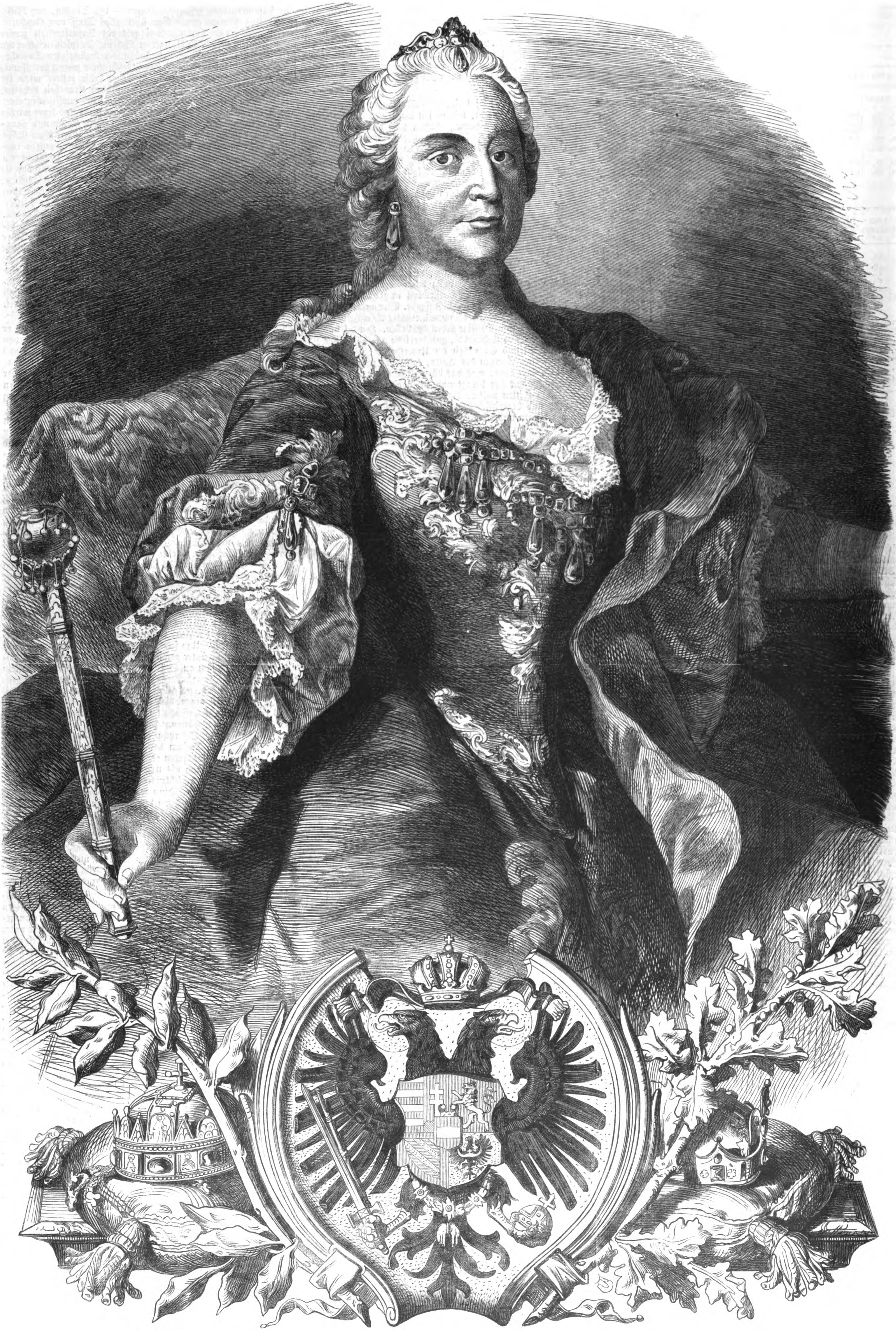
Kaiserin Maria Theresia.
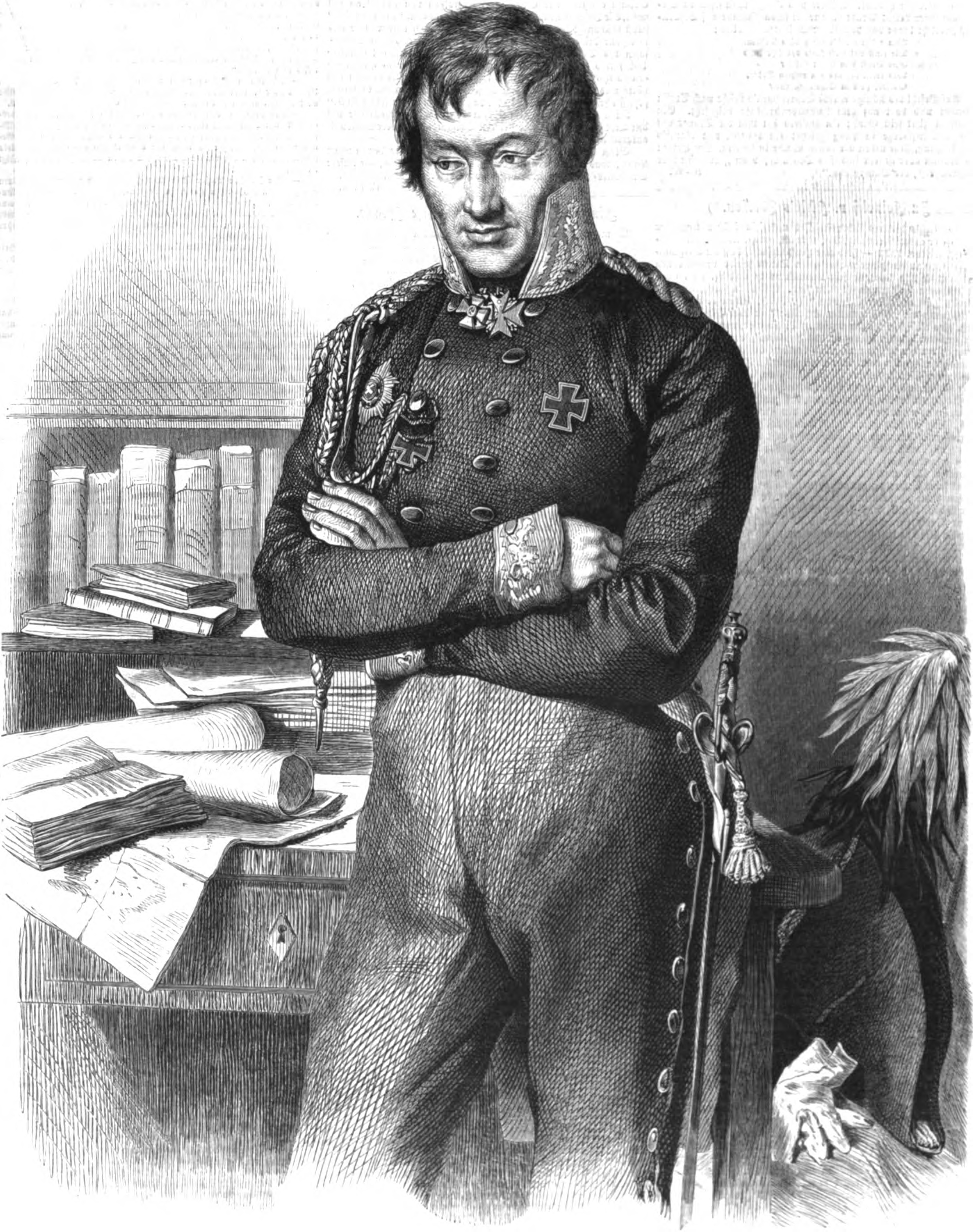
General Gerhard von Scharnhorst.
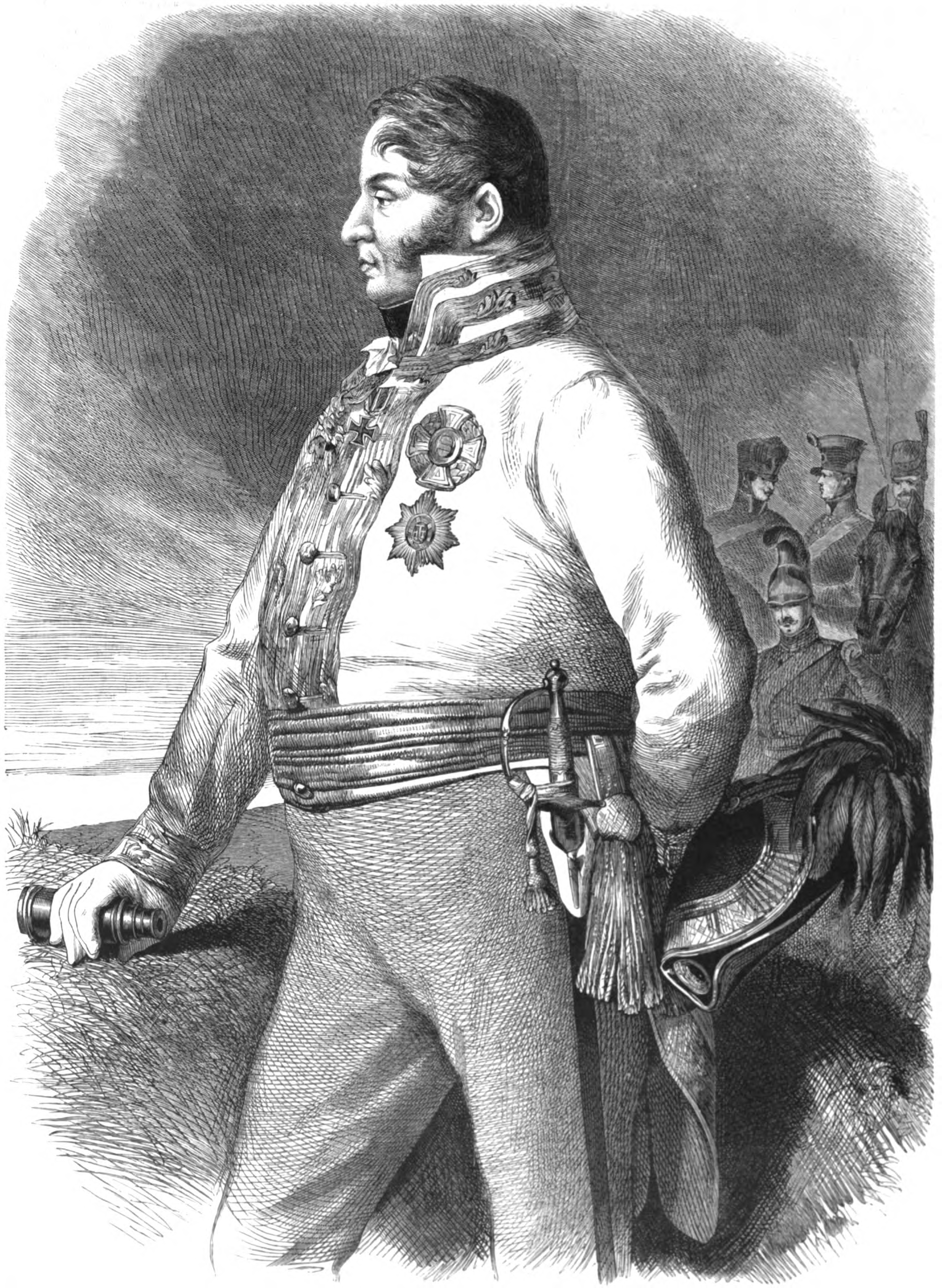
Fürst Karl Philipp zu Schwarzenberg.
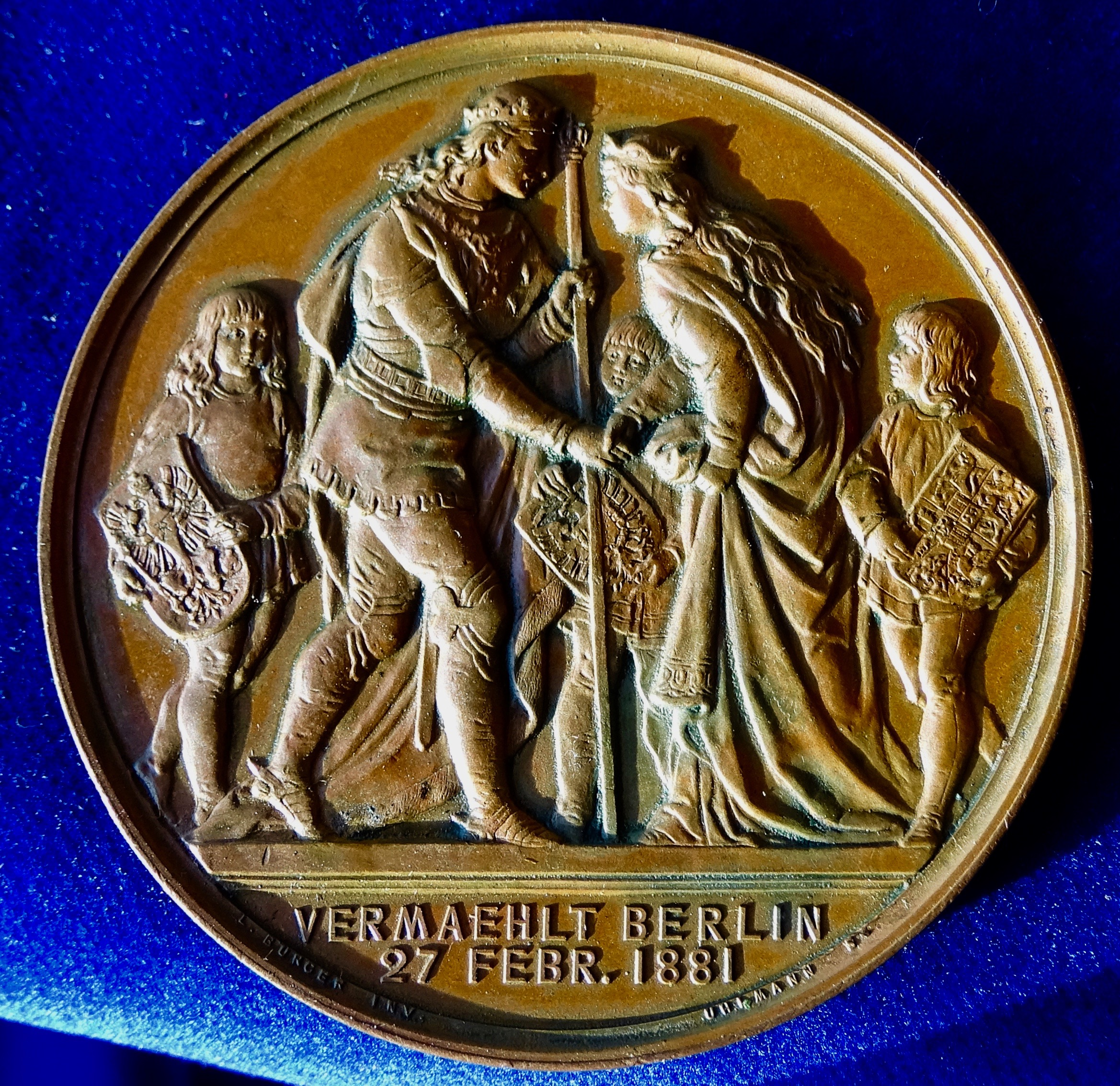
Rückseite der Hochzeitsmedaille 1881 von Wilhelm II, deutscher Kaiser und Auguste Victoria von Schleswig-Holstein

Dieser Artikel basiert auf einem gemeinfreien Text aus Meyers Konversations-Lexikon, 4. Auflage von 1888 bis 1890.